# Banyumas Baru
Banyumas Baru is een bestuurslaag in het regentschap Bengkulu Utara van de provincie Bengkulu, Indonesië. Banyumas Baru telt 649 inwoners (volkstelling 2010).